# 颜恝
颜恝（1970年4月10日—），又名顏佳，浙江嘉兴人，越剧女演员，擅长旦角，为一级演员。1980年，进入浙江艺术学校越剧班学习。1986年，进入浙江小百花越剧团。颜恝扮相秀丽，唱腔动人，师承傅全香。代表作有越剧《西厢记》《琵琶记》《红丝错》等。

## 傳統劇目
- 《大觀園》
- 《琵琶記》
- 《梨花情》
- 《梁山伯與祝英台》
- 《孔雀東南飛·惜別離》
- 《陸游與唐琬》
- 《五女拜壽》[4]

## 外部連結
- 颜佳演唱越剧《梁祝哀史》选段  （页面存档备份，存于）
- 越剧《西厢记》茅威涛 颜佳 难忘那一笑，倾国倾城倾我心 （页面存档备份，存于）